# Finsko na Zimních olympijských hrách 1964
Finsko na Zimních olympijských hrách 1964 v Innsbrucku reprezentovalo 52 sportovců, z toho 46 mužů a 6 žen. Nejmladším účastníkem byla Kaija-Liisa Keskivitikka (18 let, 80 dní), nejstarší pak Veikko Hakulinen (39 let, 31 dní). Reprezentanti vybojovali 10 medailí, z toho 3 zlaté, 4 stříbrné a 3 bronzové.

## Medailisté
| Medaile | Jméno                                                     | Sport           | Disciplína                  |
| ------- | --------------------------------------------------------- | --------------- | --------------------------- |
| Zlato   | Eero Mäntyranta                                           | Běh na lyžích   | Muži 15 km                  |
| Zlato   | Eero Mäntyranta                                           | Běh na lyžích   | Muži 30 km (hromadný start) |
| Zlato   | Veikko Kankkonen                                          | Skoky na lyžích | Střední můstek (K90)        |
| Stříbro | Väinö Huhtala Kalevi Laurila Eero Mäntyranta Arto Tiainen | Běh na lyžích   | Muži - štafeta 4 x 10 km    |
| Stříbro | Mirja Lehtonenová                                         | Běh na lyžích   | Ženy 5 km                   |
| Stříbro | Veikko Kankkonen                                          | Skoky na lyžích | Velký můstek (K120)         |
| Stříbro | Kaija Mustonenová                                         | Rychlobruslení  | Ženy 1500 m                 |
| Bronz   | Arto Tiainen                                              | Běh na lyžích   | Muži 50 km                  |
| Bronz   | Mirja Lehtonenová Senja Pusula Toini Pöysti               | Běh na lyžích   | Ženy - štafeta 3 x 5 km     |
| Bronz   | Kaija Mustonenová                                         | Rychlobruslení  | Ženy 1000 m                 |